# Archidiocèse de Monrovia
L'archidiocèse de Monrovia (Archidioecesis Monroviensis) est un territoire ecclésiastique de l'Église latine ou un archidiocèse de l'Église catholique au Libéria (en). Il a été élevé au rang d’archidiocèse en décembre 1981. Elle a été initialement créée en tant que préfecture apostolique du Libéria en 1903, séparée du vicariat apostolique de Sierra Leone (qui est aujourd'hui l'archidiocèse de Freetown et Bo). Jusqu'au samedi 12 février 2011, l'archidiocèse de Monrovia était dirigé par Michael Kpakala Francis, qui était l'archevêque de Monrovia depuis son élévation au rang d'archevêque en 1981, mais le Vatican Information Service (VIS) a déclaré qu'il avait démissionné ce jour-là pour des raisons d'âge et avait été immédiatement remplacé par son archevêque coadjuteur, Lewis Jerome Zeigler.
Selon les statistiques de l'Église, le pourcentage de catholiques sous l'archidiocèse s'est élevé à 8,2% de la population totale en 2004 sur un total d'environ 1,6 million de personnes. Le diocèse de Cap des Palmes en a été créé en 1981. Le diocèse de Gbarnga en a été créé en 1986.

## Évêques

### Ordinaires

#### Préfet apostolique du Libéria
- Père Jean Ogé, SMA (3 janvier 1911 – 16 novembre 1931)
- Père John Collins (en), SMA (26 février 1932 – 9 avril 1934) ; voir ci-dessous

#### Vicaire apostolique du Libéria
- John Collins, SMA (9 avril 1934 – 2 février 1950) ; voir ci-dessus et ci-dessous

#### Vicaires apostoliques de Monrovia
- John Collins, SMA (2 février 1950 – 20 décembre 1960) ; voir ci-dessus
- Francis Carroll (en), SMA (20 décembre 1960 – 28 octobre 1976) ; en même temps, il devient nonce en 1961 et archevêque titulaire en 1964
- Michael Kpakala Francis (28 octobre 1976 – 19 décembre 1981) ; voir ci-dessous

#### Archevêques de Monrovia
- Michael Kpakala Francis (19 décembre 1981 – 12 février 2011) ; voir ci-dessus
- Lewis Jerome Zeigler (12 février 2011 – 7 juin 2021)
- Gabriel Blamo Jubwe (28 février 2024 – )[1]

### Archevêque coadjuteur
- Lewis Jérôme Zeigler (2009-2011)

### Autre prêtre de ce diocèse devenu évêque
- Lewis Jerome Zeigler (prêtre ici, 1974-1986), nommé évêque de Gbarnga en 2002 ; il est ensuite revenu ici comme coadjuteur
- Andrew J. Karnley (en) (prêtre ici, 1995-2011, administrateur apostolique ici, 2005-2009), nommé évêque de Cape Palmas en 2011
- Anthony Richard Fallah Borwah (prêtre ici, 1996-2011), nommé évêque de Gbarnga en 2011